# Johannisberg (naturreservat)
Johannisberg är ett kommunalt naturreservat i Västerås kommun i Västmanlands län.
Området är naturskyddat sedan 1959 och är 21 hektar stort. Reservatet ligger vid västra stranden av Västeråsfjärden. I reservatet växer ek och lind och även rönn, gran och klibbal.